# Super Buddies
Super Buddies ist eine US-amerikanische Walt-Disney-Direct-to-DVD-Produktion von Robert Vince aus dem Jahr 2013. Es handelt sich um den siebten Teil einer Spin-off-Filmreihe zur Reihe Air Bud – Champion auf vier Pfoten.

## Handlungsüberblick
Die Golden-Retriever-Welpen Rosebud, Budderball, Mudbud, B-Dawg und Buddha finden fünf magische Ringe, die ihnen einzigartige Superkräfte verleihen. Budderball hat übersinnliche Fähigkeiten, Rosebud erhält Supergeschwindigkeit, B-Dawg Superelastizität und Mudbud kann sich unsichtbar machen. Gemeinsam müssen die Buddies die Ringe gegen den machthungrigen außerirdischen Commander Drex verteidigen und sie am Ende Captain Megasis zurückgeben, der sie wieder mit auf seinen Heimatplaneten nimmt. Die Buddies lernen bald, dass man keine Superkräfte haben muss, um ein Superheld zu sein.

## Handlung
Auf einer Farm in Fernfield feiert Bartleby mit seinem Opa Marvin seinen zwölften Geburtstag. Als Bartleby für seinen Golden-Retriever-Welpen Budderball eine neue Hundefuttertüte öffnet, findet er darin einen orangefarbenen Spielzeugring als Werbezugabe des Futtermittelherstellers. Damit hat er endlich den letzten der fünf Power-Ringe beisammen, die er für seine Comic-Abenteuer sammelt. Sein Opa schenkt ihm als Geburtstagsgeschenk Ausgabe 1 der Comicserie über „Captain Canine“, die ihn zurzeit sehr fasziniert. Nach dieser Geschichte wurden die fünf magischen Ringe von der entfernten Galaxie Ispiron auf die Erde gesandt, um sie vor dem Feind, Commander Drex, in Sicherheit zu bringen.
Am Nachmittag kommen Sam, Billy, Alice und Pete zu Bartlebys Geburtstagsparty. Im zuliebe haben sie sich als Superhelden verkleidet und auch ihre Welpen passend ausstaffiert. Gemeinsam wollen sie, dem Comic entsprechend, Superhelden spielen und beginnen mit einer Schatzsuche. Als die Buddies mit nach dem Schatz suchen, entdecken sie in der Scheune die Stelle, wo 1985 die echten Ringe von Ispiron verschollen sind. Die Welpen nehmen an, dass dies der Schatz ist, nachdem sie suchen sollen und buddeln ihn vollständig aus. Daraufhin verbinden sich die Ringe mit den Welpen und jeder hat nun einen andersfarbigen als Halsband. Bartleby wundert sich über den neuen Halsschmuck der Buddies und verdächtigt Budderball sie heimlich gesammelt zu haben, denn seine Ringe sind alle noch da. Bartleby liest seinen Freunden aus dem Comic vor, von dem Insider behaupten, dass der Geschichte reale Ereignisse zugrunde liegen würden und Captain Megasis in Gestalt eines Hundes mit dem Namen „Canine“ noch heute nach den Ringen suchen würde. Seit seiner Landung auf der Erde hätte er sich einem Menschen namens Jack angeschlossen, der die Geschichte in Comics festgehalten hätte. Bartleby und seine Freunde ahnen nicht, dass die Insider recht haben und Captain Canine, aufgrund der Aktivierung der Ringe, nun gemeinsam mit Jack auf dem Weg nach Fernfield ist. Doch auch Gegenspieler Drex hat die Signale empfangen nimmt die Verfolgung auf.
Die Buddis Rosebud, Budderball, Mudbud, B-Dawg und Buddha bemerken, dass die Ringe ihnen geheimnisvolle Kräfte gegeben haben: übersinnliche Fähigkeiten, Super-Stärke, Super-Geschwindigkeit, Super-Elastizität und Unsichtbarkeit. Die Welpen entscheiden sich, diese neuen Kräfte zu benutzen, um Gutes zu tun und den Menschen von Fernfield zu helfen. So retten sie eine Katze von einem Baum und stellen zwei Einbrecher in einem Süßwarenladen. Am nächsten Tag brennt ein Gebäude und die Buddies versuchen ein kleines Mädchen zu retten. Obwohl sie sich bemühen, schaffen sie es nicht allein und Captain Canine kommt ihnen zu Hilfe. Er erklärt ihnen, dass diese Ringe und die Geschichten in den Comics alle real sind. Leider kann er die Ringe nicht so einfach übernehmen, da sie sich mit den Welpen verbunden haben und deren natürliche Fähigkeiten verstärken. So fängt er an, sie zu unterrichten, wie sie sich und gegen Drex schützen können.
Drex landet inzwischen auf der Farm und nimmt die Form eines Schweins an, weil er es für einen Menschen hält. Opa Marvin ist geschockt, als er ein sprechendes Schwein erlebt und alarmiert Sheriff Dan. Dieser verhaftet das „Schwein“, nachdem es mit einem gestohlenen Auto in der Stadt ein Chaos verursacht. Die Kinder entdecken derweil das Raumschiff und hören von der Heldentat ihrer Welpen in den Nachrichten. Nun erkennen sie, dass die Comics tatsächlich real sind. Sie eilen zu Sheriff Dan, aber Drex hat bereits mit ihm den Körper getauscht und nimmt die Kinder als Geisel, um zu erfahren, wo die Buddies mit den Ringen sind. Er sperrt die Kinder in der Scheune ein, wo sie versuchen durch die Comics eine Lösung für ihr Problem zu finden.
Drex aktiviert durch einen gezielten Strahl einen Meteor, damit er Fernfield zerstören soll. Captain Canine greift ihn dabei an, wird aber besiegt. So kombinieren die Buddies ihre Superkräfte und treten allein gegen Drex an. Den erbitterten Kampf können sie dennoch nicht gewinnen und müssen ihrem Widersacher die Ringe aushändigen, wie er verlangt. Doch Bartleby übergibt Drex nur die Spielzeugringe und da dieser den Trick nicht durchschaut, gibt er sich zufrieden und verlässt mit seinem Raumschiff die Stadt. Erst jetzt bemerkt er, dass er nicht die echten magischen Ringe hat, doch da der Meteor naht kann er eine Kollision nicht mehr verhindern und das Raumschiff explodiert. Mittlerweile trifft Jack ein und findet seinen Freund leblos am Boden liegen. Er motiviert die Buddies ihre Superkraft noch einmal zu benutzen, um zu versuchen Captain Canine wiederzubeleben. Dies gelingt und es dauert nicht lange und von der „Inspiron“ trifft eine Raumschiff mit der Prinzessin des Planeten ein. Sie kann die Buddies wieder von den Ringen befreien und Captain Canine seine ursprüngliche Gestalt als Captain Megasis wiedergeben. Beide bedanken sich bei allen, die geholfen haben, Drex zu besiegen und zusammen mit den magischen Ringen treten sie die Heimreise zu ihrem Planeten an.
Am nächsten Tag, kündigt Jack öffentlich seine neue Comicserie an, die er „Super Buddies“ nennen und zusammen mit seinem neuen Partner Bartleby Livingston produzieren will.

## Kritik
Kino.de wertete: Diese Episode „um ein Quintett sprechender, ewig jugendlicher Golden-Retriever-Welpen arbeitet gleich ein halbes Dutzend Genre-Motive ab, von denen jedes einzelne bequem für einen eigenen Film gereicht hätte, und hat trotzdem noch Zeit für zahllose schräge Nebenfiguren wie Affen, Diebe, unfähige Polizisten und sprechende Schweine. Effektvolles Disney-Vergnügen für Kids und Kindgebliebene.“
Cinema.de nannte den Film dagegen: „freudlose Disney-Süßstoffattacke“.

## Synchronisation
| Rolle                       | Original-Darsteller/Sprecher | Deutsche Stimme        |
| --------------------------- | ---------------------------- | ---------------------- |
| Marvin „Gramps“ Livingstone | John Ratzenberger            | Reinhard Brock         |
| Bartleby Livingstone        | Trey Loney                   | Leonard Rosemann       |
| Sofia Ramirez               | Veronica Diaz-Carranza       | Angela Wiederhut       |
| Jack Schaeffer              | Jason Earles                 | Manuel Straube         |
| Sheriff Dan                 | Philipp Brammer              | Michael Teigen         |
| Tom Martin                  | Mark Brandon                 | Manfred Trilling       |
| B-Dawg                      | Cooper Roth                  | Malte Wetzel           |
| Mudbud                      | Ty Panitz                    | Samuel Martin          |
| Rosebud                     | G. Hannelius                 | Paulina Rümmelein      |
| Buddha                      | Tenzing Norgay Trainor       | Sandro Iannotta        |
| Budderball                  | Jeremy Shinder               | Mio Lechenmayr         |
| Betty                       | Amy Sedaris                  | Kathrin Gaube          |
| Commander Drex              | John Michael Higgins         | Martin Umbach          |
| Deputy Sniffer              | Tim Conway                   | Reinhard Glemnitz      |
| Captain Canine              | Colin Hanks                  | Alexander Brem         |
| Monk-E                      | Atticus Shaffer              | Benedikt Weber         |
| Mr. Bulle                   | Chris Coppola                | Christoph Jablonka     |
| Prinzessin Jorala           | Fiona Gubelmann              | Marieke Oeffinger      |
| Strawberry                  | Alyson Stoner                | Katharina Schwarzmaier |